# Hopea acuminata
Espèce
Statut de conservation UICN

 VU  : Vulnérable
Hopea acuminata est une espèce de plantes de la famille des Dipterocarpaceae.

## Publication originale
- Publications of the Bureau of Science Government Laboratories 29: 30–31. 1905. (Sep 1905)